# Jupp-Breuer-Stadion
Das Jupp-Breuer-Stadion (bis 2019 Erftstadion) ist ein Multifunktionsstadion mit Leichtathletikanlage in Grevenbroich. Es bietet Platz für 5000 Zuschauer auf dem Hauptplatz sowie 800 Zuschauer auf dem Nebenplatz. Die Anlage verfügt auf dem Hauptplatz über einen Naturrasenbelag und ist eingefasst in eine Laufbahn für Wettbewerbe der Leichtathletik. Der SC Kapellen-Erft trägt seine Heimspiele in dem Stadion aus.
Im September 2011 fand dort anlässlich des 100-jährigen Bestehens des SC Kapellen ein Freundschaftsspiel zwischen Borussia Mönchengladbach und dem MSV Duisburg statt, das die Borussia vor 3000 Zuschauern mit 3:1 gewann.
2019 wurde das Stadion zum Gedenken an SC-Ehrenpräsident Jupp Breuer von Erftstadion in Jupp-Breuer-Stadion umbenannt.